# Robert H. Brooks
Robert Howell Brooks (Loris, 6 de febrero de 1937-Myrtle Beach, 16 de julio de 2006) fue un empresario estadounidense, fundador de Naturally Fresh, Inc. en 1966 en Atlanta, Georgia. Ayudó a crear la cadena de restaurantes Hooters of America, Inc. que más tarde impulsaría la rápida expansión de esa empresa a mediados y finales de la década de 1990.

## Primeros años de vida y carrera
Nacido en Loris, Carolina del Sur (cerca del área de Myrtle Beach), Brooks creció en una granja de tabaco. Brooks, graduado en ciencias lácteas en 1960 por la Universidad Clemson, pasó un tiempo en el ejército de los Estados Unidos antes de fundar Naturally Fresh Foods, un fabricante de condimentos y aderezos para ensaladas en el área de Atlanta, en 1967. Fue criado como metodista.

## Participación con Hooters
En 1984, Brooks compró los derechos de expansión y franquicia de Hooters a Lynn D. Stewart y sus cinco socios minoritarios. Brooks fundó Hooters America, Inc., junto con un grupo de inversores. Finalmente consiguió el control mayoritario y la presidencia de toda la organización. Bajo el liderazgo de Brooks, Hooters se expandió desde media docena de restaurantes (en Clearwater, Florida y sus alrededores) a mediados de la década de 1980; a más de 430 tiendas en todo el mundo (incluidos Taiwán, Venezuela y Suiza ).
La compañía también incluía a Hooters Air, una aerolínea que funcionó de 2004 a 2006; la Hooters Pro Cup (carreras de autos); el Hooters Pro Tour (golf); el Hooters Casino Hotel en Las Vegas, Nevada, inaugurado en febrero de 2006; y la Hooters MasterCard, que debutó en marzo de 2006.
Brooks compró la marca Hooters a los fundadores de la empresa en 2001. Le entregó el control de la empresa a su hijo, Coby, en 2003; y se retiró a Myrtle Beach, Carolina del Sur . Sin embargo, Brooks todavía vendría y visitaría la sede de Atlanta semanalmente. Incluso después de su retiro de Hooters, los empleados de la empresa todavía lo conocían cariñosamente como el «Worldwide Wing Commander» («Comandante de ala mundial»).

## Premios
Brooks fue nombrado Empresario del Año de Georgia en 1996.

## Donaciones a universidades de Carolina del Sur
Brooks fue un importante donante de universidades de Carolina del Sur. El Centro de Artes Escénicas Robert H. Brooks en Clemson, terminado durante el año escolar 1993-94, recibió su nombre en su honor luego de una gran donación. También donó 2 millones de dólares a la Universidad de Carolina Costera (Conway, Carolina del Sur) en 2003 para crear su primer estadio de fútbol, al que la universidad llamó Brooks Stadium en honor a sus hijos. También creó el Brooks Motorsports Institute (ahora Brooks Institute for Sports Science), el primero de su tipo en EE. UU., en la Universidad de Clemson para el estudio de la industria de los deportes de motor en EE. UU.

## Muerte
Brooks murió en Myrtle Beach, Carolina del Sur, el 16 de julio de 2006, de un aneurisma cerebral. Su hijo mayor, Mark, de su primer matrimonio, falleció antes que él cuando murió el 1 de abril de 1993 en un accidente aéreo junto con el campeón de la Copa Winston de NASCAR de 1992, Alan Kulwicki. El hijo menor, Coby Brooks, se convirtió en presidente y director ejecutivo de Hooters, Inc. y Naturally Fresh, Inc., pero dejó Hooters después de la venta de la empresa en 2011.

## Homenajes a Brooks
Tras el anuncio de la muerte de Brooks el 17 de julio de 2006, la página principal del sitio web de Hooters cambió su letrero a «Adiós World Wide Wing Commander»  del 17 de julio de 2006 al 10 de septiembre de 2006. También se hizo un homenaje en la tira cómica Prickly City del 31 de julio de 2006.